# أ. تي. جورج
أ. تي. جورج هو سياسي هندي، ولد في 12 مارس 1954. نشط حزبياً في المؤتمر الوطني الهندي. في 2011 Kerala Legislative Assembly election ‏، انتخب Member of the 13th Kerala Legislative Assembly ‏ وقد انضم خلال فترته النيابية ‏ (14 مايو 2011 – 20 مايو 2016) للكتلة البرلمانية United Democratic Front (Kerala) ‏.